# Renée Richards

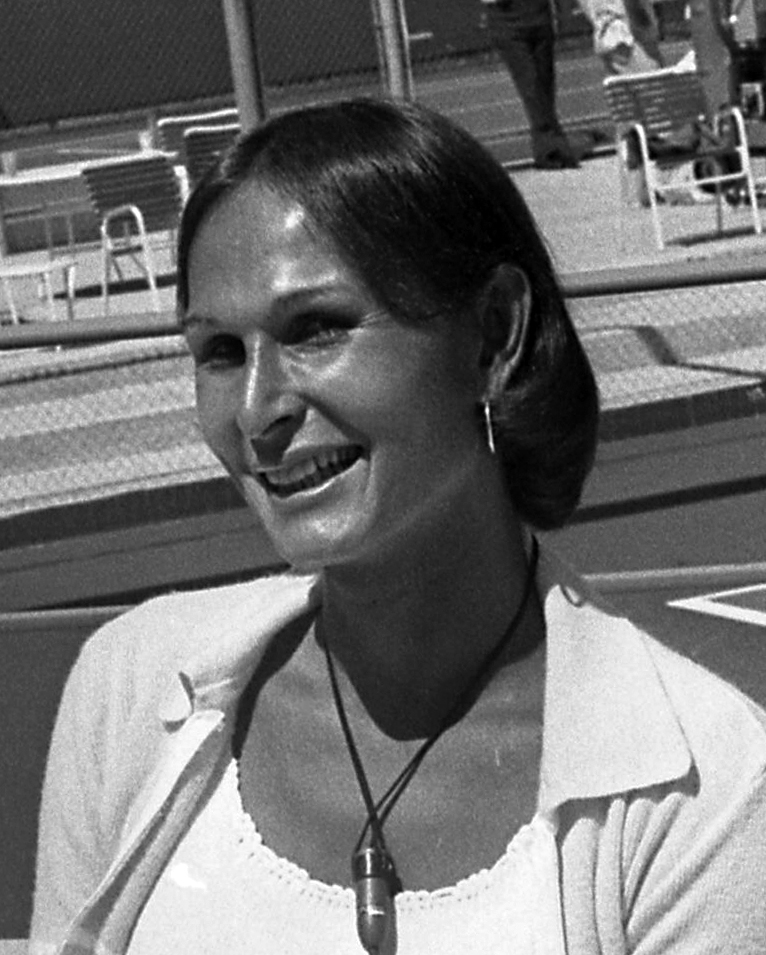
Renée Richards in 1976

Renée Richards (geb. Richard Raskind op 19 augustus 1934 in New York) is een Amerikaans oogarts en voormalig tennisspeelster die in de jaren zeventig enig succes had op het professionele circuit. 
Richards werd bekend vanwege haar geslachtsverandering in augustus 1975, waarna zij vocht om te mogen spelen als vrouw op het US Open van 1976. De United States Tennis Association eiste van haar dat zij een chromosome-screening test onderging, wat zij weigerde en zij stapte naar de rechter. Het Hooggerechtshof van New York oordeelde in haar voordeel, een mijlpaal voor transgenderrechten. Zij speelde een jaar later op het US Open van 1977. Als een van de eerste professionele sporters die zich als transgender identificeerden, werd zij een voorbeeld voor anderen in de sport. Nadat zij met pensioen was gegaan, coachte zij Martina Navrátilová naar twee Wimbledon-titels.

## Biografie
No Way Renee: The Second Half of My Notorious Life (2007)
- International Standard Name Identifier: 0000 0000 6721 9876
- Library of Congress Control Number: n82131073
- Virtual International Authority File: 11198538
- WorldCat: E39PBJqBvJchhG9Y9qhmCRbKh3